# تقلية
التقلية  أو التقليّة  هو نوع من الطعام العطري يجهز في مصر لإعطاء أطباق الأكل طعما مميزا . وتوجد عدة أنواع للتقلية تختلف بحسب نوع الطعام، منها :

## تقليةالفتة
تتكون تقلية الفتة من الثوم المضروب في الهاون، و الكزبرة المدقوقة والزبد وعصير الطماطم أو معجون الطماطم و الخل.
- تجهز التقلية على النار بتحمير الثوم المدقوق في الهاون مع مسحوق الكزبرة الجافة في الزبد ، إلى أن يتخذ الثوم اللون الذهبي. ثم يضاف معجون الطماطم وقليل من الماء و الخل (نسبة 1 : 1) . تُرش التقلية على طبق الفتة المحتوي على طبقات الخبز و الأرز ، وتوزع قطع اللحم دائريا في الطبق . وهنيئا مريئا.

## تقلية الكشري
تتكون تقلية الكشري المصري من الثوم المضروب في الهاون، والكزبرة المدقوقة و زيت نباتي وعصير الطماطم أو معجون الطماطم والخل، و الشطة.
- تجهز التقلية على النار بتحمير الثوم المدقوق في الهاون مع مسحوق الكزبرة الجافة في زيت لب عباد الشمس، إلى أن يتخذ الثوم اللون الذهبي . ثم يضاف معجون الطماطم وقليل من الماء و الخل (نسبة 1 : 1) . تُرش التقلية على طبق الكشري المحتوي على طبقات من العدس و المكرونة و الأرز. من يحب الشطة يمكن إضافة الشطة إلى التقلية بالقدر المحبب.

## تقلية الملوخية
1- يجب أن تكون مرقة الملوخية جاهزة وساخنة في درجة الغليان وقت إعداد التقلية لها !
2- يتم عمل تقلية الملوخية في وعاء آخر حيث يـُحمر الثوم المدقوق في الهاون مع الكزبرة الجافة الناعمة في قليل من السمن أو الزبد حتى يتخذ الثوم اللون الذهبي . عندئذ يصب مخلوط الثوم والكزبرة المحمرة في حلة الملوخية وتُغلق بالغطاء لمدة نصف دقيقة . تُقلّب الملوخية لكي تتداخل التقلية في الملوخية، وتُغرف للأكل.
3 - تُفضل بعض البيوت في مصر وفي السودان أكل الملوخية حامية، وذلك بإضافة الشطة إليها . وقد يتم ذلك وقت إعداد التقلية أو يمكن أيضا إضافة الشطة في الأطباق على المائدة . ويحبذ المصريون عمل صلصة الطماطم لتقديمها بجوار الملوخية، وبذلك يمكن التنويع : أكل ملوخية صافي أو صلصة طماطم صافي أو خلط الإثنين معا .

## تقلية المرقة
هي الصلصة التي يتم إعدادها لطهي المرقة الصفاقسية. يسخن الزيت ومن ثم يضاف إليه البصل المقطع (رأس كبير) و يحرك حتى يحمرًّ ليضاف إليه بعد ذلك قطع الطماطم (أو ملعقتي طماطم) و ثلاث ملاعق فلفل أحمر وملعتان كمون وبضعة فصوص من الثوم المرفوس. يجب مواصلة التحريك لتجنب الالتصاق مع إضافة القليل من الماء بين الفينة والأخرى. في النهاية يضاف الفلفل الأخضر والملح.

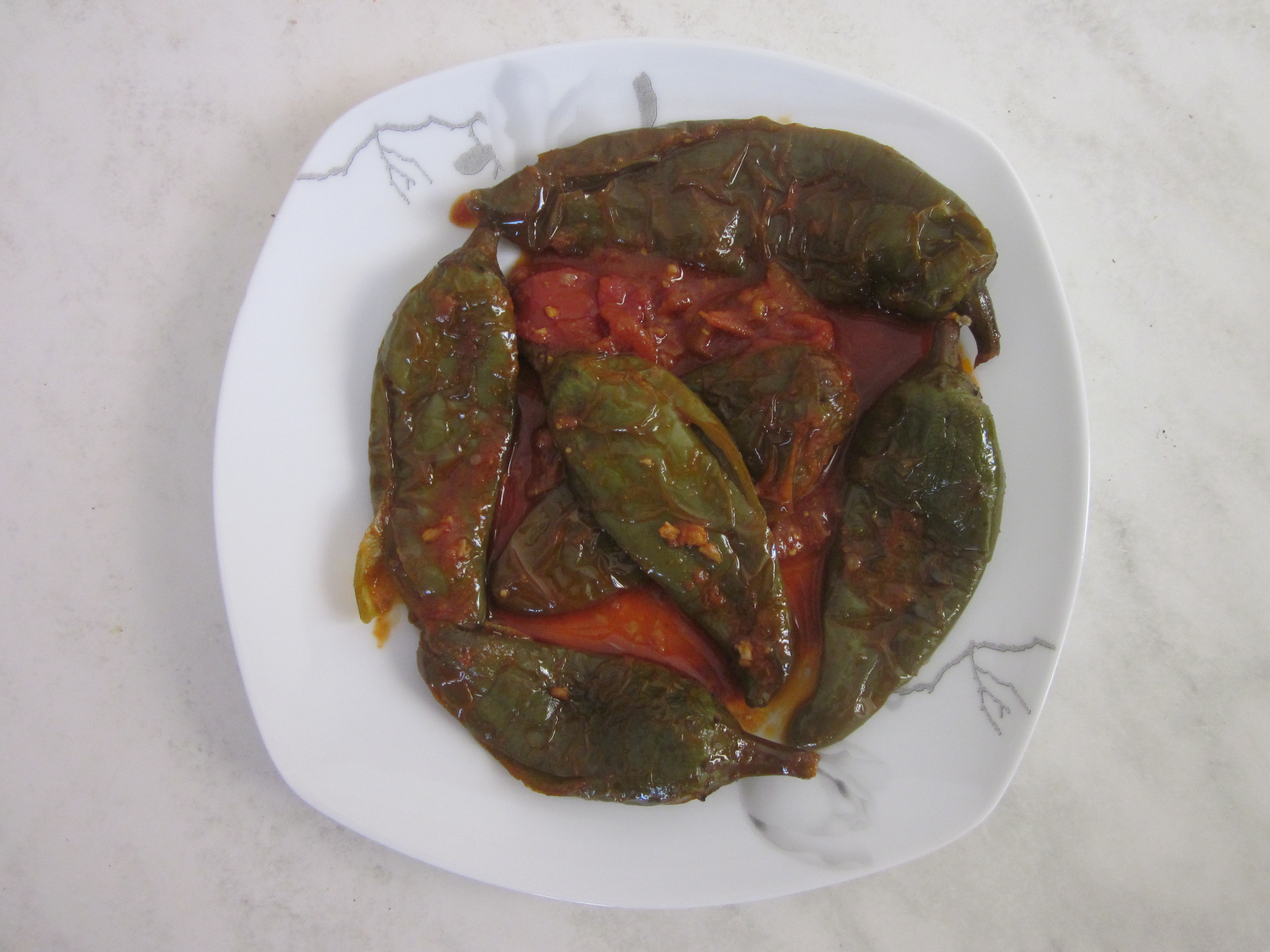
تقلية المرقة الصفاقسية

## تقلية الكشك
- تقلية الكشك بسيطة حيث أنها تحتوي على البصل المخروط المحمر في قليل من الزبد أو السمن . كما تُفضل بعض البيوت المصرية تحمير الثوم المخروط إلى رقائق مع البصل في التقلية .
- يُنثر البصل المحمر على الأطباق المغروفة، وتُقدم ساخنة أو في درجة الحرارة العادية، مع أنصاف الليمون. وهنيئا مريئا .

## وصلات خارجية
- طريقة عمل الفتة
- طريقة تحضير فتة الحمص

## اقرأ أيضا
- مرقة
- شوربة خضار بالكرنب
- معكرونة الجمبري
- طعمية
- أرز البازلاء